# Шахово (станция, населённый пункт)
Шахово — станция как населённый пункт в Урицком районе Орловской области России. Входит в Архангельское сельское поселение.

## География
Расположена северо-восточнее деревни Шахово.
Железнодорожная станция Шахово на линии Орёл — Брянск Московской железной дороги. Остановка электричек.
В Шахово имеется одна улица — Железнодорожная. Просёлочной дорогой станция соединена с деревней Лукино.

## Население
| 2010 |
| ---- |
| 10   |